# بوبي غيتس
بوبي غيتس (بالإنجليزية: Bobby Gates)‏ هو لاعب غولف أمريكي، ولد في 31 ديسمبر 1985 في غينزفيل في الولايات المتحدة.

## وصلات خارجية
- الموقع الرسمي
- بوبي غيتس على موقع رابطة لاعبي الغولف المحترفين (الإنجليزية)
- بوبي غيتس على موقع التصنيف العالمي الرسمي للغولف (الإنجليزية)